# جيمس غامبل
جيمس غامبل (بالإنجليزية: James Gamble)‏ ـ (3 أبريل 1803 ـ 29 أبريل 1891) هو صانع صابون ورجل صناعة أيرلندي. اشترك مع ويليام بروكتر سنة 1837 في تأسيس شركة بروكتر وغامبل التي حملت اسميهما.

## وفاته
توفي غامبل في 29 أبريل 1891، ودُفن في مقبرة سبرينغ غروف في سينسيناتي بولاية أوهايو، وهي المقبرة التي كان قد دُفن فيها شريكه وعديله بروكتر من قبل.